# 二齒魨科
二齒魨科（學名：Diodontidae）是輻鰭魚綱魨形目的一個科。

## 分布
本科魚類分布於印度洋及太平洋熱帶海域。

## 特徵
本科魚類體短呈圓筒形，背部平廣有氣囊，腹部能膨脹，體密被由鱗片變成之強棘，無腹鰭及側線，背鰭、臀鰭短而圓，有發達的內齒板，鼻瓣為短觸角狀，每側1枚。有些種類是有毒的，其內臟含有河魨毒素，例如卵巢和肝臟。這種神經毒素的效力至少比氰化物強 1200倍，是由從魚的飲食中獲得的幾種細菌產生。

## 分類
二齒魨科下分7個屬，如下：

### 異短刺魨屬（Allomycterus）
- 黑斑異短刺魨（Allomycterus pilatus）

### 短刺魨屬（Chilomycterus）
- 韁短刺魨（Chilomycterus antennatus）：又稱瘤短刺魨。
- 安地列斯短刺魨（Chilomycterus antillarum）
- 網紋短刺魨（Chilomycterus reticulatus）：又稱斑鰭短刺魨。
- 許氏短刺魨（Chilomycterus schoepfii）
- 西非短刺魨（Chilomycterus spinosus mauretanicus）
- 棘短刺魨（Chilomycterus spinosus spinosus）

### 圓刺魨屬（Cyclichthys）
- 哈氏圓刺魨（Cyclichthys hardenbergi）
- 圓點圓刺魨（Cyclichthys orbicularis）
- 黃斑圓刺魨（Cyclichthys spilostylus）

### 雙葉魨屬（Dicotylichthys）
- 雙葉魨（Dicotylichthys punctulatus）

### 刺魨（二齒魨）屬（Diodon）
- 艾氏刺魨（Diodon eydouxii）：又稱愛氏二齒魨。
- 六斑刺魨（Diodon holocanthus）：又稱六斑二齒魨。
- 密斑刺魨（Diodon hystrix）：又稱密斑二齒魨。
- 大斑刺魨（Diodon liturosus）：又稱紋二齒魨。
- 球刺魨（Diodon nicthemerus）：又稱球二齒魨。

### 異棘刺魨屬（Lophodiodon）
- 四帶異棘刺魨（Lophodiodon calori）

### 羊刺魨屬（Tragulichthys）
- 羊刺魨（Tragulichthys jaculiferus）

## 生態
棲息在岩礁、珊瑚礁淺水暖水域，行動緩慢，晝間多棲息洞中或石堆中，平時棘全倒貼在身上，遇危急時才會鼓脹身體，豎起全身強棘，使捕食者無法吞食。屬肉食性，以堅硬的齒板，咬碎貝類、棘皮動物和甲殼類ref name="AM"/>。繁殖季在春夏之間，通常在黃昏，雄魚會頂雌魚腹部，由一尾或兩尾雄魚將雌魚頂到水面，若雌魚未產卵會立即潛入海底，但雄魚又會來頂，如此重複數次後，雌魚就在水表面排卵，雄魚立即排精。受精卵漂至外海孵化，幼魚隨海藻飄回沿岸定居。

## 經濟利用
由於遇到危險會鼓脹身體，豎起全身硬棘，非常有趣，其表皮常被人剝製風乾成吊燈，在各地海產店供售。另外也可當作觀賞魚，飼養在水族箱，不具食用價值。

## 圖庫

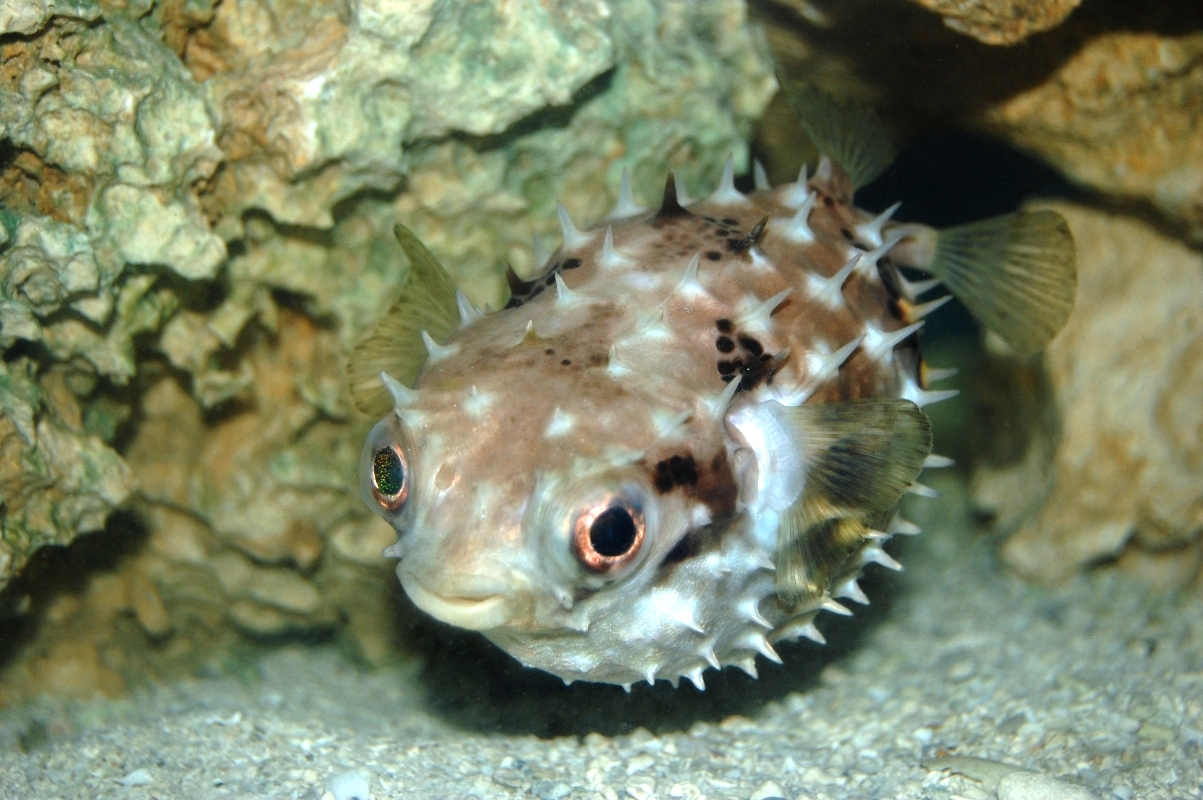
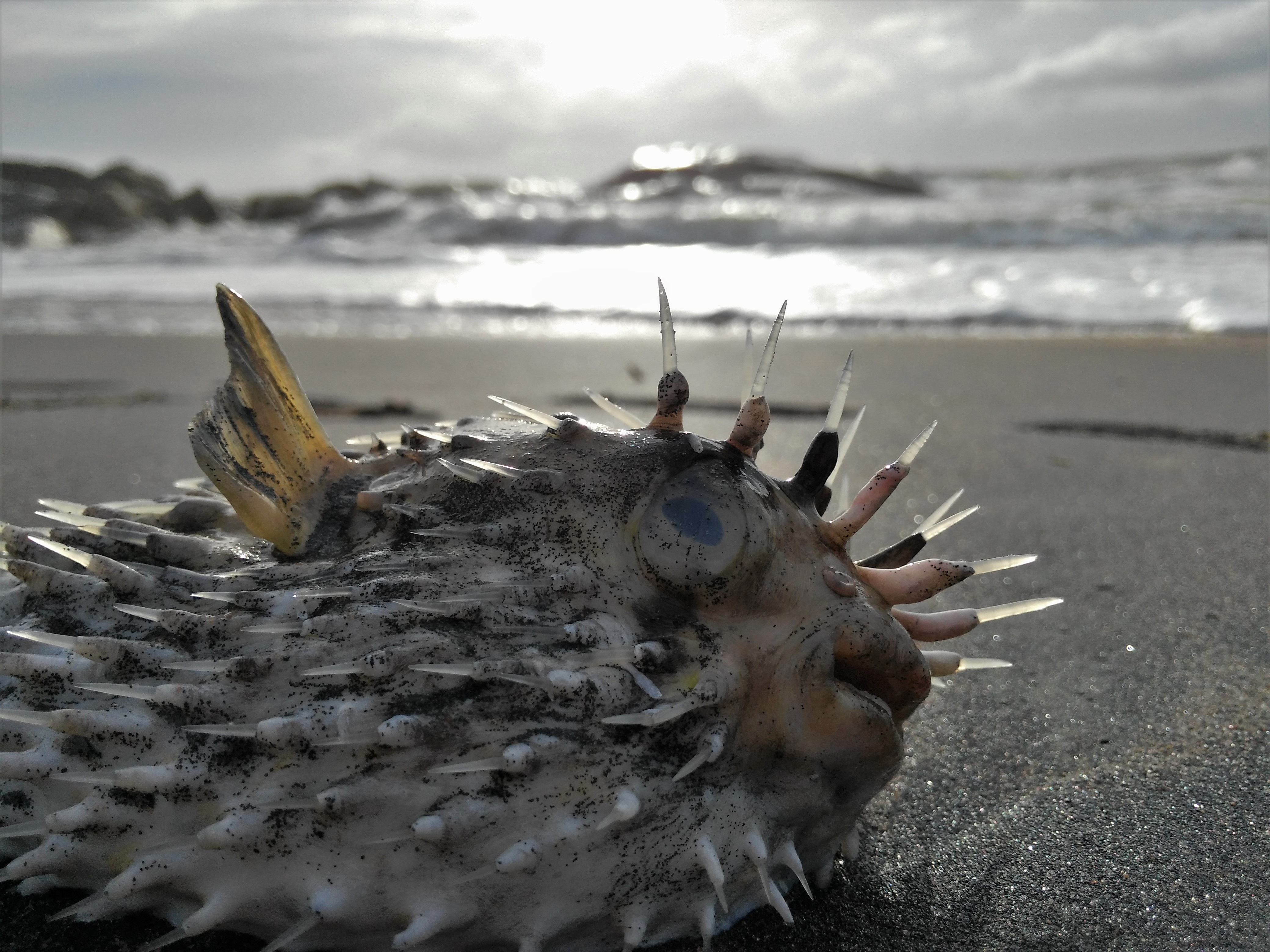
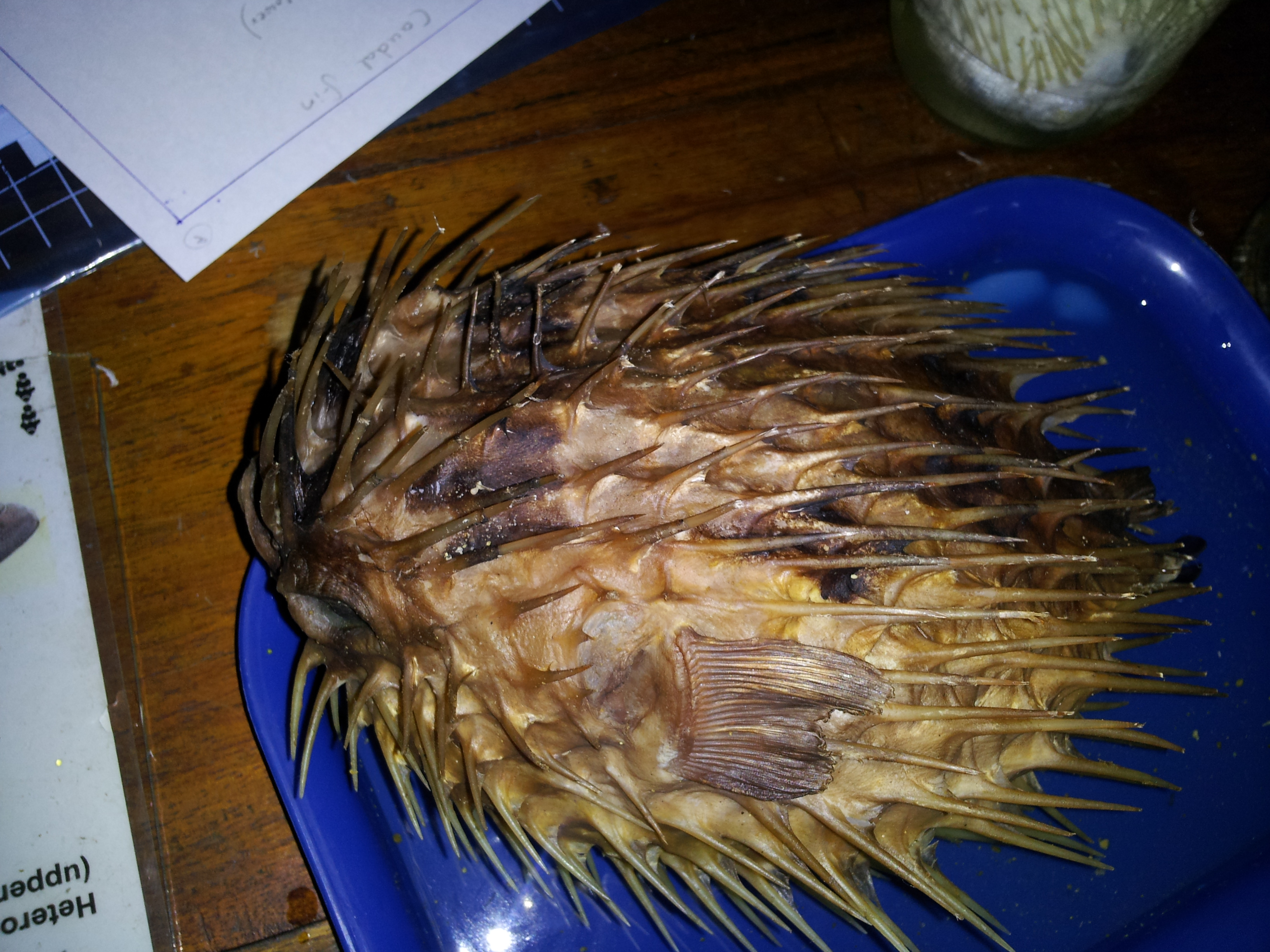
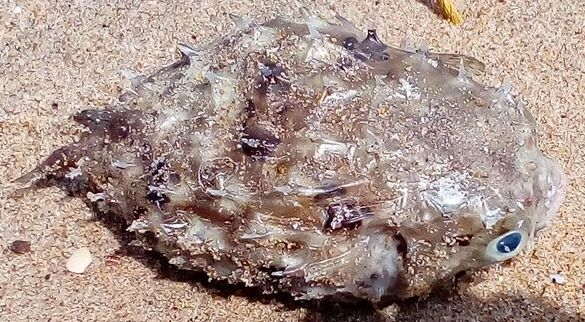
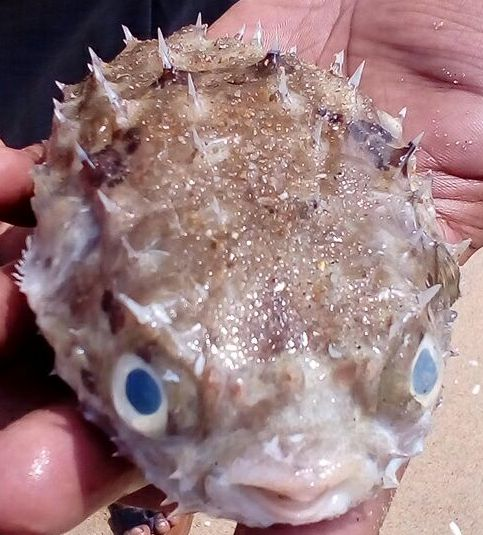

1. ↑  Dudley, Gordon; Sumich, James; Cass-Dudley, Virginia L. . Sudbury, Massachusetts, USA: Jones & Bartlett Publishers. 2011: 159. ISBN 978-1-4496-0501-8.
2. ↑  Ponder, Winston Frank; Lindberg, David R.; Ponder, Juliet Mary.  1. Boca Raton, Florida, USA: CRC Press. 2019  [2024-06-09]. ISBN 978-1-351-11565-0. （原始内容存档于2024-06-09）.